# Michael Frass
Michael Frass (* 1954 in Wien) ist ein Mediziner und Erfinder. Er forscht und publiziert auf dem Gebiet der Homöopathie.

## Leben
Michael Frass studierte von 1972 bis 1978 Humanmedizin an der Medizinischen Fakultät der Universität Wien. Es folgten Forschungsaufenthalte am Institut Pasteur in Paris und dem Porter Memorial Hospital (USA). Er wurde 1990 habilitiert und 1994 an der Universität Wien zum außerordentlichen Universitätsprofessor ernannt. Seit März 2004 war er Leiter der Spezialambulanz Homöopathie bei malignen Erkrankungen an der Klinik für Innere Medizin I der Medizinischen Universität Wien; diese Ambulanz wurde 2018 in eine „Spezialambulanz für Komplementärmedizin in der Onkologie“ umgewandelt. 2019 schied Frass aus der Medizinischen Universität Wien pensionsbedingt aus.
Seit 2005 war Frass auch Koordinator des Wahlfachs Homöopathie an der MUW. Seit dem Wintersemester 2001/02 war er Koordinator der Ringvorlesung Grundlagen und Praxis komplementärmedizinischer Methoden im Medizinstudium in Wien. 2018 wurde das Wahlfach wegen Unwissenschaftlichkeit von der Meduni Wien beendet. 2002 bis 2005 war er Leiter des Ludwig Boltzmann Instituts für Homöopathie, seit 2005 ist er Leiter des Instituts für Homöopathieforschung. 
Er ist erster Vorsitzender der im November 2010 gegründeten Wissenschaftlichen Gesellschaft für Homöopathie (WissHom), Präsident des Dachverbandes österreichischer Ärztinnen und Ärzte für Ganzheitsmedizin und seit 2002 sowie seit 1994 Vizepräsident der Ärztegesellschaft für klassische Homöopathie.

## Werk
Der wichtigste Forschungsschwerpunkt Frass' liegt bei der Homöopathie. In der Vergangenheit hatte er mehrere Arbeiten bezüglich des Einflusses der maschinellen Beatmung auf die Ausschüttung des atrialen natriuretischen Peptids veröffentlicht. Zudem hat sich Frass besonders mit der Sicherung der Atemwege im Notfall und mit der wissenschaftlichen Evaluierung verschiedener Atemwegshilfen, vor allem alternativer Geräte, beschäftigt. 

### Artikel imOncologist
Im Oktober 2020 veröffentlichte Frass als Hauptautor eine klinischen Studie in der wissenschaftlichen Fachzeitschrift The Oncologist. Nach heftiger Kritik (unter anderem vom Informationsnetzwerk Homöopathie) kam die Österreichische Agentur für wissenschaftliche Integrität (ÖAWI) zum Schluss, dass die Studie „Datenmanipulation und Fälschung“, „inakzeptabler Mangel an Transparenz“ und unzulässiges Vorgehen beinhaltet. Die ÖAWI empfahl, die Studie zurückzuziehen; The Oncologist hat einen „Expression of Concern“ ausgedrückt.

## Erfindungen
Die rasche Beurteilung und Management der Atemwegsstrukturen sowie deren Funktion sind vorrangig bei der Notfallintubation. Die endotracheale Intubation ist der Goldstandard zur Erhaltung des Atemwegs. Allerdings ist diese Methode auch Geübten oftmals wegen schwieriger räumliche und Lichtverhältnisse unmöglich. Mit dem Ziel einer Alternative entwickelte Frass den Combitubus. Dieses Gerät sichert die Atemwege bei Notfällen und zeichnet sich dadurch aus, dass es sowohl bei Positionierung in der Speiseröhre als auch der Luftröhre eine adäquate Beatmung ermöglicht. 

## Mitgliedschaften in internationalen wissenschaftlichen Vereinigungen
- Society of Critical Care Medicine
- American College of Emergency Physicians
- Society for Academic Emergency Medicine
- Society for Airway Management

## Mitgliedschaften in internationalen Vereinigungen zum Thema Homöopathie
- American Institute of Homeopathy
- Ärztegesellschaft für Klassische Homöopathie (ÄKH)
- Österreichische Gesellschaft für homöopathische Medizin

## Ehrungen und Auszeichnungen
- 1998 – Preis für besondere Verdienste um die Forschung und Entwicklung des Atemwegsmanagements Österreichische Gesellschaft für Anaesthesiologie, Reanimation und Intensivmedizin (ÖGARI)
- 2001 – Benefactor of Mankind Award Airway Education & Research Foundation Street Level Airway Management (SLAM) Conference
- 2011 – Lifetime Achievement Award der Society for Airway Management[15]

## Publikationen

### Bücher
- Michael Frass, Michael Bündner (Hrsg.): Homöopathie in der Intensiv- und Notfallmedizin. Urban & Fischer/Elsevier Verlag, 2007.

### Artikel
Publikationen zur Homöopathie:
- Acht Jahre Kopfschmerzen. In: Dt J Homöopathie. 7 (4. Quartal) 1988, S. 323–324.
- Sepsis-Behandlung beim beatmeten Patienten an der Intensivstation. In: Dt J Homöopathie. 9 (2. Quartal) 1990, S. 159–162.
- mit B. Bunzel und M. Strasser: Homöopathie in der Wartezeit vor Herztransplantation. In: Dt J Homöopathie. 16 (4. Quartal) 2000, S. 318–320.
- Homöopathie – ihr Stellenwert auf einer Intensivstation. In: Peter König (Hrsg.): Durch Ähnliches Heilen. Homöopathie in Österreich. Orac Verlag, 1996, S. 143–151.
- 21-teilige Serie über Homöopathie für die Österreichische Apothekerzeitung gemeinsam mit Ilse Muchitsch (2001).
- mit P. C. Endler, R. Ludtke, C. Heckmann, C. Zausner, H. Lassnig, W. Scherer-Pongratz und M. Haidvogl: Pretreatment with thyroxine (10 -8 parts by weight) enhances a 'curative' effect of homeopathically prepared thyroxine (10 -13) on lowland frogs. In: Forsch Komplementarmed Klass Naturheilkd. 10, 2003, S. 137–142.